# Raul Rusescu

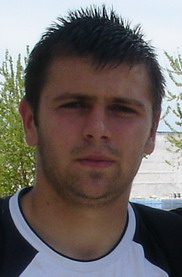
Raul Rusescu în 2008

Raul Andrei Rusescu (n. 9 iulie 1988, Brăila, România), cunoscut ca Raul Rusescu, este un fotbalist român retras din activitate, care a jucat pe post de atacant la echipe ca Unirea Urziceni, FCSB și Braga. Pe plan internațional, are prezențe la națională pentru România Sub-19, România Sub-21 și România.

## Carriera de fotbalist
Raul Rusescu și-a început cariera de fotbalist la vârsta de șapte ani, în orașul natal, Râmnicu-Vâlcea, unde a evoluat până în anul 2005, când a fost achiziționat de Unirea Urziceni (pe atunci în Liga II/Divizia B).
Deși foarte tânăr (numai 17 ani), a debutat în Liga II în sezonul 2005/2006, evoluând în 9 meciuri și reușind să marcheze zece goluri.
Promovarea echipei ialomițene în Liga I i-a determinat pe oficialii acesteia să-l împrumute pe jucător la o altă echipă din eșalonul secund pentru a-l ajuta să câștige experiență. Datorită faptului că Dunărea Giurgiu, colegă de serie cu Unirea Urziceni, a ajutat-o în mod indirect să promoveze în Liga I, echipa din județul Ialomița a împrumutat o serie de jucători la „malul Dunării”, printre care și pe Raul Rusescu.
Debutul lui Raul Rusescu la Dunărea Giurgiu, într-o partidă oficială, s-a realizat în data de 12 august 2006, în chiar prima etapă a sezonului 2006/2007, atunci când a reușit să marcheze împotriva echipei Sportul Studențesc.
A devenit titular incontestabil la echipa giurgiuveană, echipă la care a evoluat cu numărul 14.
Forma excelentă dovedită la Dunărea Giurgiu a reprezentat o premisă suficientă pentru ca antrenorii echipei naționale U19 a României să îl convoace permanent (împreună cu un alt ex-giurgiuvean, George Negură). A reușit să marcheze de două ori în grupa a patra de calificare (împotriva Belgiei și Irlandei de Nord), și o dată în cadrul „Rundei de elită” (grupa a 7-a) împotriva Elveției, ultimul hop până la Turneul Final Under-19 care avea să se dispute în Austria. Învinsă cu 2-0 de selecționata Serbiei, România a terminat pe locul secund și a pierdut calificarea.
A reușit să marcheze în acel sezon 12 goluri pentru Dunărea Giurgiu în 30 de apariții, devenind cel mai bun marcator din istoria recentă a acestei echipe.
Deși oficialii giurgiuveni au făcut eforturi să îl păstreze pe Raul și în sezonul următor, acesta a fost redirecționat către CS Otopeni, echipă la care nu a fost folosit de antrenorul Liviu Ciobotariu decât de 19 ori, de cele mai multe ori din postura de rezervă. Cu toate acestea, Rusescu a punctat de 4 ori și la echipa ilfoveană.

### Unirea Urziceni
Datorită faptului că Bogdan Stancu a fost transferat la Steaua București, antrenorul Dan Petrescu i-a căutat un înlocuitor, deși pe același post mai evoluează Bogdan Mara, Marius Onofraș, Marius Bilașco sau Cristian Dănălache. Luat de Unirea Urziceni în turneul de pregătire din Scoția, Raul Rusescu a reușit să marcheze trei goluri (unul contra echipei FC Livingston și două contra echipei din prima ligă scoțiană, FC Motherwell).
Evoluțiile lui Rusescu l-au convins pe „Bursuc” să îi acorde credit, drept pentru care jucătorul de 20 de ani a debutat în Liga I, în data de 26 iulie 2008, evoluând ca titular 77 de minute împotriva lui FC Brașov.
O săptămână mai târziu, pe 2 august, Raul Rusescu a reușit primul său gol în Liga I împotriva echipei FC Argeș, punctând la câteva secunde după ce a fost introdus în teren (min. 46).
În sezonul 2008–2009, Rusescu a câștigat titlul de campion al României cu echipa Unirea Urziceni, marcând un gol, în ultima etapă, contra formației Steaua București.
Debutul în Cupele Europene pentru atacantul Unirii Urziceni a fost consemnat în data de 29 septembrie 2009, la meciul dintre Unirea Urziceni și VfB Stuttgart din UEFA Champions League. Rusescu l-a înlocuit pe Marius Bilașco în minutul 64 al acelei partide.
Are 2 campionate câștigate: unul în 2008/2009 cu Unirea Urziceni și unul cu Steaua București în 2012/2013.

### Steaua
Remarcat pentru evoluția sa de la Unirea Urziceni, liber de contract după dizolvarea echipei ialomițene, Rusescu a fost adus la Steaua București, în 2011. El a debutat pe data de 31 iulie împotriva lui CS Mioveni și a marcat primul său gol pentru Steaua. În următorul meci, Rusescu a marcat al doilea său gol pentru club împotriva Universității Cluj, dovedind încă de la început că el a fost un transfer bun. Impresionând puternic în campionat, a fost folosit în Europa League, reușind să marcheze primul său gol în cupele europene împotriva formației FC Schalke 04. Pe 5 decembrie, Raul Rusescu a marcat două goluri de senzație împotriva marii rivale a Stelei, Dinamo, asigurând clubului său o victorie într-un meci numit de suporterii celor două cluburi Eternul Derbi și se încheie șapte ani fără victorie a roș-albaștrilor în Ștefan cel Mare. La data de 7 martie 2013, Rusescu  a marcat golul victoriei din penalty împotriva gigantului englez Chelsea Londra, pe teren propriu, în optsprezecimile Europa League. Sezonul 2012-2013, a obținut cu Steaua cel de-al doilea titlu de campion din palmares, marcând 21 de goluri în campionat și 4 goluri în UEFA Europa League 2012-13.

### Sevilla
Pe 13 iunie 2013, a fost s-a transferat de la Steaua la FC Sevilla, în La Liga, semnând un contract pe 5 ani care cuprindea o clauză de reziliere de 40 de milioane de euro. El a marcat pentru Sevilla două goluri în Europa League, împotriva formației muntenegrene Podgorica.

### Braga
Pe 1 ianuarie 2014, a fost împrumutat la clubul portughez din Primeira Liga, SC Braga. Acolo Raul Rusescu a marcat 6 goluri în 10 meciuri, dintre care 3 goluri în campionat, 2 goluri în Taça de Portugal și 1 în Taça da Liga.

### Revenirea la Steaua
Pe 1 septembrie 2014, la doar un an după ce a fost vândut de Steaua București la FC Sevilla, Raul Rusescu revine la Steaua, fiind împrumutat pentru un an.

#### Accidentarea
Pe 27 octombrie 2014, la un meci cu A.S. Ardealul Târgu Mureș, Rusescu a fost lovit puternic sub ochi de Gabriel Mureșan și a ieșit imediat din teren, fiind dus de urgență la spital și operat. Diagnosticul a fost o fractură a unor oase ale orbitei, el fiind în pericol de a-și pierde ochiul. În urma operației, Rusescu a putut reveni pe teren numai după câteva săptămâni, dar începând de atunci a fost nevoit să poarte o mască de protecție în timpul tuturor meciurilor, întrucât orice nouă accidentare l-ar fi obligat să-și încheie cariera.

## Goluri internaționale
| # | Data              | Stadion                             | Adversar | Scor | Rezultat | Competiția                                           |
| - | ----------------- | ----------------------------------- | -------- | ---- | -------- | ---------------------------------------------------- |
| 1 | 11 octombrie 2014 | Arena Națională, București, România | Ungaria  | 1–0  | 1-1      | Preliminariile Campionatului European de Fotbal 2016 |

## Palmares
- Unirea Urziceni
  - Liga I: 2008-09
- Steaua București
  - Liga I (2): 2012-13, 2014-2015
  - Cupa României: 2014-2015
  - Cupa Ligii: 2014-2015
- Sevilla FC
  - UEFA Europa League: 2013-2014
  - Supercupa Europei: 2014

Individual
- Fotbalistul român al anului: 2012
- Golgheterul Ligii I: 2012-13

## Statistici
(La 3 iunie 2017)
| Club                   | Sezon                  | Campionat | Campionat | Cupă    | Cupă   | Cupa Ligii | Cupa Ligii | Europa  | Europa | Altele  | Altele | Total   | Total  |
| Club                   | Sezon                  | Meciuri   | Goluri    | Meciuri | Goluri | Meciuri    | Goluri     | Meciuri | Goluri | Meciuri | Goluri | Meciuri | Goluri |
| ---------------------- | ---------------------- | --------- | --------- | ------- | ------ | ---------- | ---------- | ------- | ------ | ------- | ------ | ------- | ------ |
| Dunărea Giurgiu        |                        |           |           |         |        |            |            |         |        |         |        |         |        |
| 2006–07                | 31                     | 13        | 1         | 1       | -      | -          | -          | -       | -      | -       | 32     | 14      |        |
| Total                  | Total                  | 31        | 13        | 1       | 1      | -          | -          | -       | -      | -       | -      | 32      | 14     |
| Otopeni                |                        |           |           |         |        |            |            |         |        |         |        |         |        |
| 2007–08                | 20                     | 4         | ?         | ?       | -      | -          | -          | -       | -      | -       | 20     | 4       |        |
| Total                  | Total                  | 20        | 4         | ?       | ?      | -          | -          | -       | -      | -       | -      | 20      | 4      |
| Unirea Urziceni        |                        |           |           |         |        |            |            |         |        |         |        |         |        |
| 2005–06                | 9                      | 2         | ?         | ?       | -      | -          | -          | -       | -      | -       | 9      | 2       |        |
| 2008–09                | 23                     | 5         | 0         | 0       | -      | -          | 0          | 0       | -      | -       | 23     | 5       |        |
| 2009–10                | 26                     | 8         | 0         | 0       | -      | -          | 3          | 0       | -      | -       | 29     | 8       |        |
| 2010–11                | 29                     | 3         | 1         | 0       | -      | -          | 4          | 0       | -      | -       | 34     | 3       |        |
| Total                  | Total                  | 87        | 18        | 1       | 0      | -          | -          | 7       | 0      | -       | -      | 95      | 18     |
| Steaua București       |                        |           |           |         |        |            |            |         |        |         |        |         |        |
| 2011–12                | 31                     | 13        | 2         | 0       | -      | -          | 9          | 2       | 1      | 0       | 43     | 15      |        |
| 2012–13                | 34                     | 21        | 0         | 0       | -      | -          | 12         | 5       | -      | -       | 46     | 26      |        |
| Total                  | Total                  | 65        | 34        | 2       | 0      | -          | -          | 21      | 7      | 1       | 0      | 89      | 41     |
| Sevilla                |                        |           |           |         |        |            |            |         |        |         |        |         |        |
| 2013–14                | 1                      | 0         | 2         | 0       | -      | -          | 4          | 3       | -      | -       | 7      | 3       |        |
| Total                  | Total                  | 1         | 0         | 2       | 0      | -          | -          | 4       | 3      | -       | -      | 7       | 3      |
| Braga                  |                        |           |           |         |        |            |            |         |        |         |        |         |        |
| 2013–14                | 13                     | 5         | 4         | 1       | 3      | 2          | -          | -       | -      | -       | 20     | 8       |        |
| Total                  | Total                  | 13        | 5         | 4       | 1      | 3          | 2          | -       | -      | -       | -      | 20      | 8      |
| Steaua București       |                        |           |           |         |        |            |            |         |        |         |        |         |        |
| 2014–15                | 21                     | 4         | 5         | 2       | 3      | 2          | 4          | 5       | -      | -       | 33     | 13      |        |
| Total                  | Total                  | 21        | 4         | 5       | 2      | 3          | 2          | 4       | 5      | -       | -      | 33      | 13     |
| Osmanlıspor            | 2015–16                | 24        | 9         | 2       | 1      | –          | –          | –       | –      | –       | –      | 26      | 10     |
| Osmanlıspor            | 2016–17                | 22        | 1         | 5       | 2      | –          | –          | 12      | 4      | –       | –      | 39      | 7      |
| Osmanlıspor            | Total                  | 46        | 10        | 7       | 3      | –          | –          | 12      | 4      | –       | –      | 65      | 17     |
| Steaua București Total | Steaua București Total | 86        | 38        | 7       | 2      | 3          | 2          | 25      | 12     | 1       | 0      | 122     | 54     |
| Total carieră          | Total carieră          | 284       | 88        | 22      | 7      | 6          | 4          | 49      | 19     | 1       | 0      | 362     | 118    |